# 黑潮町
黑潮町（日语：／ Kuroshio chō）是位於日本高知縣西南部的町。境內約80%的面積被森林覆蓋，人口大多集中在沿海地區，國道56號由西南往東北穿越當地的城鎮中心。當地以近海漁業和沿岸漁業為主，其中釣鰹魚在當地相當盛行。

## 地理
當地的海岸線有鹽屋海灘和入野海岸，以及兩處海水浴場。黑潮町的海岸線在南海海槽特大地震的海嘯預測報中，將會有高達19m的海嘯抵達海岸，該預測值是縣内城鎮中最高的。

### 氣候
根據統計，2016至2020年間，黑潮町的平均氣溫為17.1度，年平均降水量則為3038毫米，整體氣候炎熱潮濕。

## 人口
| 黑潮町人口分布圖 |                                               |  |
| 黑潮町與日本全國年齡別人口分布比較圖 （2005年資料） | 黑潮町的年齡、男女別人口分布圖 （2005年資料） |  |
| ■紫色是黑潮町 ■綠色是全国 | ■藍色是男性 ■紅色是女性                       |  |
| 黑潮町人口變化 \| 1970年 \| 15,881人 \| \| \| 1975年 \| 15,744人 \| \| \| 1980年 \| 16,116人 \| \| \| 1985年 \| 16,009人 \| \| \| 1990年 \| 15,395人 \| \| \| 1995年 \| 15,024人 \| \| \| 2000年 \| 14,208人 \| \| \| 2005年 \| 13,437人 \| \| \| 2010年 \| 12,366人 \| \| \| 2015年 \| 11,217人 \| \| \| 2020年 \| 10,262人 \| \| |                                               |  |
| 資料來源：日本總務省統計中心提供之人口普查數據 |                                               |  |
| 1970年 | 15,881人                                      |  |
| 1975年 | 15,744人                                      |  |
| 1980年 | 16,116人                                      |  |
| 1985年 | 16,009人                                      |  |
| 1990年 | 15,395人                                      |  |
| 1995年 | 15,024人                                      |  |
| 2000年 | 14,208人                                      |  |
| 2005年 | 13,437人                                      |  |
| 2010年 | 12,366人                                      |  |
| 2015年 | 11,217人                                      |  |
| 2020年 | 10,262人                                      |  |

## 歷史
鎌倉時代末期爆發元弘之亂，意圖推翻幕府的後醍醐天皇於行動失敗後被廢黜，並流放至隱岐島。後醍醐天皇的第一皇子尊良親王也被流放至黑潮地區。

### 行政區劃變遷
- 1889年4月1日：實施町村制，現在的轄區在當時分屬：幡多郡佐賀村、七鄉村、白田川村、入野村、田之口村。
- 1940年11月3日：佐賀村改制為佐賀町。
- 1943年4月29日：入野村、田之口村、七鄉村合併為大方村。
- 1943年11月3日：大方村改制為大方町。
- 1956年9月1日：大方町和白田川村合併為新設置的大方町。
- 2006年3月20日：大方町和佐賀町合併為黑潮町。[10][11]

### 變遷表
| 1889年4月1日 | 1889年 - 1926年 | 1926年 - 1954年      | 1926年 - 1954年      | 1955年 - 1989年      | 1989年 - 現在        | 現在                 |
| ------------ | --------------- | -------------------- | -------------------- | -------------------- | -------------------- | -------------------- |
| 佐賀村       | 佐賀村          | 1940年11月3日 佐賀町 | 1940年11月3日 佐賀町 | 1940年11月3日 佐賀町 | 2006年3月20日 黑潮町 | 2006年3月20日 黑潮町 |
| 白田川村     | 白田川村        | 白田川村             | 白田川村             | 1956年9月1日 大方町  | 2006年3月20日 黑潮町 | 2006年3月20日 黑潮町 |
| 七鄉村       | 七鄉村          | 1943年4月29日 大方村 | 1943年11月3日 大方町 | 1956年9月1日 大方町  | 2006年3月20日 黑潮町 | 2006年3月20日 黑潮町 |
| 入野村       |                 | 1943年4月29日 大方村 | 1943年11月3日 大方町 | 1956年9月1日 大方町  | 2006年3月20日 黑潮町 | 2006年3月20日 黑潮町 |
| 田之口村     |                 | 1943年4月29日 大方村 | 1943年11月3日 大方町 | 1956年9月1日 大方町  | 2006年3月20日 黑潮町 | 2006年3月20日 黑潮町 |

## 交通
距離當地最近的機場是高知機場，需經由國道56號、四國横斷自動車道和高知自動車道前往。

### 鐵路
- 土佐黑潮鐵道
  - 中村線：川奧信號場 - 荷稻車站 - 伊與喜車站 - 土佐佐賀車站 - 佐賀公園車站 - 土佐白濱車站 - 有井川車站 - 土佐上川口車站 - 海之王迎車站 - 浮鞭車站 - 土佐入野車站 - 西大方車站

|  |  |
|  |  |

## 觀光資源
- 入野松原 - 國家指定名勝
- 砂濱美術館

## 經濟
黑潮町推廣土佐地區的釣鰹魚的活動，近年日曬鹽成為當地的特產。在農業方面主要是種植水稻和花卉栽培，大部分地區持續推廣溫室園藝，種植食用香菇以及一般香菇。

## 教育
高等學校
- 高知縣立大方高等學校[13]

## 本地出身人物
- 上林曉：小說家
- 村越末男：部落問題研究家
- 山沖之彦：前職業棒球選手
- 藤田泰成：職業足球選手

## 外部連結
- （日語） 大方町、佐賀町合併協議會
- （日語） 黑潮町商工會（页面存档备份，存于）